# Aderus picinus
Aderus picinus es una especie de coleóptero de la familia Aderidae. Fue descrita científicamente por Léon Fairmaire en 1893.

## Distribución geográfica
Habita en Indochina.